# Phenacohelix giveni
Phenacohelix giveni är en snäckart som beskrevs av Cumber 1961. Phenacohelix giveni ingår i släktet Phenacohelix och familjen Charopidae. Inga underarter finns listade i Catalogue of Life.